# Всеобщие выборы в Мозамбике (1999)
Всеобщие выборы в Мозамбике прошли 3—5 декабря 1999 года. По их итогам были избраны президент Мозамбика и Собрание республики Мозамбик.
Действующий президент Жоаким Чиссано баллотировался на второй, и, согласно конституции, последний свой президентский срок. РЕНАМО, взяв в союзники 11 партий, выдвинула Афонсу Длакама. Чиссано одержал победу с относительно небольшим перевесом, и более 10 % поданных бюллетеней признано недействительными. На парламентских выборах победу одержала ФРЕЛИМО, получив 48,5 % голосов и 133 мандатов, РЕНАМО и союзники все вместе набрали 38,8 %, получив 117 мест, все остальные участвовавшие партии собрали менее 2,7 % голосов..